# Acanthopsis
Acanthopsis es un género de plantas con flores perteneciente a la familia Acanthaceae.  Comprende 9 especies descritas y de estas, solo 8 aceptadas.

## Taxonomía
El género fue descrito por William Henry Harvey y publicado en London Journal of Botany 1: 28. 1842. La especie tipo es: Acanthopsis disperma

## Especies deAcanthopsis
- Acanthopsis carduifolia (L.f.) Schinz
- Acanthopsis disperma Harv.
- Acanthopsis glauca (E.Mey.) Schinz
- Acanthopsis hoffmannseggiana (Nees) C.B.Clarke
- Acanthopsis horrida (Nees) Nees
- Acanthopsis scullyi (S.Moore) Oberm.
- Acanthopsis spathularis (E.Mey.) Schinz
- Acanthopsis trispina C.B.Clarke